# Stara Diklenica
Stara Diklenica is een plaats in de gemeente Kapela in de Kroatische provincie Bjelovar-Bilogora. De plaats telt 70 inwoners (2001).